# Цетуля
Цетуля (укр. Цетуля) — село в Яворовской городской общине Яворовского района Львовской области Украины.
Население по переписи 2001 года составляло 309 человек. Занимает площадь 0,557 км². Почтовый индекс — 81023. Телефонный код — 3259.

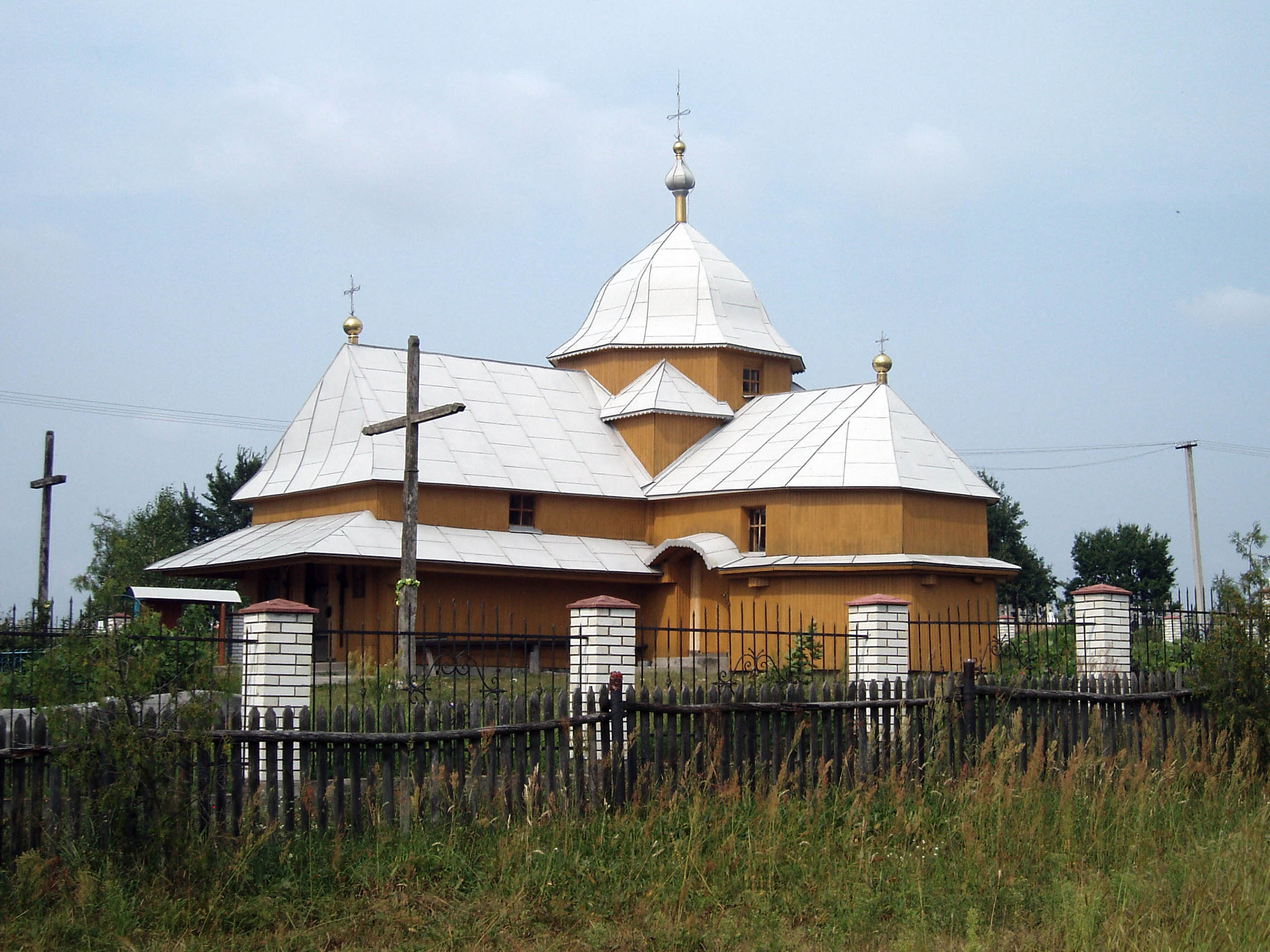
Никольская церковь, 1745